# 師安石
师安石（12世纪—1228年），本姓尹，因避讳改师姓，字子安，清州（今河北省青县）人，金朝大臣，金哀宗时尚书右丞。
师安石为人轻财尚义。金章宗承安五年（1200年）中词赋进士，初补尚书省令史。金宣宗贞祐二年（1214年），宣宗迁都汴京（今河南省开封市），平章政事完颜承晖留守燕都（今北京市）。贞祐三年（1215年），蒙古军围中都（今北京市），受留守中都的平章政事完颜承晖委任，带遗表至南京（今河南省开封市），被金宣宗擢为枢密院经历官。不久，中都城陷。元光二年（1223年），官至御史中丞，上书言备御守和二事，被宣宗采纳。金哀宗即位，正大元年（1224年），授为同签枢密院事。正大二年（1225年），复为御史中丞。正大三年（1226年），为工部尚书，权左参知政事。正大四年（1227年），官至尚书右丞。正大五年（1228年），因弹劾近侍张文寿，受哀宗斥责，发病而亡。

## 延伸阅读
[在维基数据编辑]
 《金史/卷108》，出自脱脱《遼史》